# 田中大文
田中 大文（たなか ひろふみ、10月31日 - ）は、日本の男性声優。青二プロダクション所属。神奈川県横浜市出身。

## 来歴
青二塾東京校19期卒業。

## 人物
資格・免許は普通自動車免許
趣味は読書、散歩、料理、ドライブ、合唱。特技は歌唱、歌まね。

## 出演
太字はメインキャラクター。

### テレビアニメ
2000年
- GEAR戦士電童（機士ジャック）
- 勝負師伝説 哲也（客C、玄人B、男B）
- BLUE GENDER（山賊A）
- マシュランボー（ワニC、ポリスロボ、カラス、鳥隊長、ゲリラ）
- ONE PIECE（2000年 - 2014年、魚人、海兵隊、クマテ族、村人、島民、兵士、巨人、イッシー20、海賊、部下、果物売り、ビリオンズ、民衆、反乱軍B、シャイン、海兵A、シャンディア、島民A、戦士、マーリン、トム、海兵、整備兵、部隊長、艦長、町の男、マント男ゾンビ、海賊、賞金稼ぎ、将校、准将、ローの手下、参加者）

2001年
- ギャラクシーエンジェル（2001年 - 2002年、トラック野郎A、男A、記者B、ざこB） - 2シリーズ
- シャーマンキング（チェアー）
- スターオーシャンEX（審判）
- Z.O.E Dolores, i（LEVパイロット）
- チャンス〜トライアングルセッション〜（スタッフ、青年A）
- テイルズ オブ エターニア THE ANIMATION（町の人B、民衆）
- ちびまる子ちゃん（2001年 - 2008年、通行人、コックさん、スカウトマン、ウエイター、ふすま屋、おもちゃ屋の店主）
- ナジカ電撃作戦
- ののちゃん（青年）
- ヒカルの碁（海王中副将）
- FF：U 〜ファイナルファンタジー:アンリミテッド〜（研究員A、異界の人F）
- まみむめ★もがちょ
- RUN=DIM

2002年
- 犬夜叉（村人）
- Weiß kreuz Glühen
- Witch Hunter ROBIN（救急隊員B、看護士、ウィッチ）
- 王ドロボウJING
- Kanon（男子生徒）
- 十二国記（卓の上級生達）
- ぱにょぱにょデ・ジ・キャラット（タバコを吸う男）
- フルメタル・パニック!（部下B、サベージB）

2003年
- エアマスター（店長、男A、黒正義、父親、タケオの父、鬼頭、司会者、解説）
- 出撃!マシンロボレスキュー（遠征隊員）

2004年
- エリア88（整備兵、警備員、キャンベル、整備員、パイロット、フランク）
- キン肉マンII世 ULTIMATE MUSCLE（チヂミマン）
- ボボボーボ・ボーボボ（2004年 - 2005年、ボボパッチの助、金田たつじ、ドールマン、カレンダー、ひさし君、山下さん、ザ・湯のみ、長男ブタ、車掌）
- MONSTER（運転手）　

2005年
- 冒険王ビィト（バスター）

2006年
- ガイキング LEGEND OF DAIKU-MARYU（男、機械将校）　
- スーパーロボット大戦OG -ディバイン・ウォーズ-（エイタ・ナダカ）
- 貧乏姉妹物語（薬屋のおじさん、コンビニの店員、医者）

2007年
- ゲゲゲの鬼太郎（第5作）（2007年 - 2009年、店員、助監督、少年、チャラ男、アレン、天狗、警備員、店員、助役、青年、魑魅魍魎、康平の父親、男性レポーター、村人、男性、工事夫、編集長、天狗ポリス）
- 祝!(ハピ☆ラキ)ビックリマン（村人）

2009年
- こんにちは アン 〜Before Green Gables（ヘンリー、機関士）
- ねぎぼうずのあさたろう（道場主、下引き、奉公人、子分、船頭、役人、家臣、使用人）

2010年
- スーパーロボット大戦OG -ジ・インスペクター-（エイタ・ナダカ）

2011年
- 俺たちに翼はない（従士A）

2012年
- 聖闘士星矢Ω（バイエル）

2013年
- ONE PIECE エピソードオブメリー 〜もうひとりの仲間の物語〜

2014年
- オレカバトル（魔界騎士エッジ）

2015年
- ワールドトリガー（2015年 - 2022年、柿崎国治） - 3シリーズ

### OVA
- 伝心 まもって守護月天!（2000年、斉藤先生、陽天心岩、陽天心家具）
- ナースウィッチ小麦ちゃんマジカルて（2002年、男子生徒）
- イリヤの空、UFOの夏（2005年、荻山、花村）
- スーパーロボット大戦ORIGINAL GENERATION THE ANIMATION（2005年、エイタ・ナダカ）
- プラレールわいわいDVD（2009年、ノゾミ隊員、ハイパーブルーポリスの一般隊員）

### 劇場アニメ
- キン肉マンII世（2001年、中井さん）
- キン肉マンII世 マッスル人参争奪!超人大戦争（2002年、残虐超人[7]）
- ONE PIECE 呪われた聖剣（2004年）
- ONE PIECE THE MOVIE オマツリ男爵と秘密の島（2005年、部下）
- 永遠の法（2006年[8]、星川隆太）
- ONE PIECE THE MOVIE エピソードオブチョッパー+ 冬に咲く、奇跡の桜（2008年）
- ONE PIECE FILM Z（2012年）
- 豪華3本立て!トミカ・プラレール映画まつり（2013年、ノゾミ隊員）

### Webアニメ
- トミカハイパーシリーズ 緊急配備!!レスキューライナー ブルーポリスライナー ビルダーライナー（ノゾミ隊員）

### ゲーム
2000年
- フェイバリットディア 純白の預言者（ルディエール・トライア・レグランス）
- 北斗の拳 世紀末救世主伝説（ジード）

2001年
- 真・三國無双2（張遼）
- ときめきメモリアル3 〜約束のあの場所で〜（矢部卓男）
- メタルギアソリッド2
- Love Songs アイドルがクラスメ〜ト（岡村幸男）

2002年
- 三國志戦記（蔡邕、徐晃）
- 真・三國無双2 猛将伝（張遼）
- テイルズ オブ ファンダム Vol.1

2003年
- 真・三國無双3（張遼）
- 真・三國無双3 猛将伝（張遼）
- テイルズ オブ シンフォニア（アビシオン）

2004年
- 真・三國無双3 Empires（張遼）
- ボボボーボ・ボーボボ 爆闘ハジケ大戦（毛狩り隊）

2005年
- 真・三國無双4（張遼）
- 真・三國無双4 猛将伝（張遼）
- ソウルキャリバーIII（カスタムキャラクター・青年1）
- ボボボーボ・ボーボボ 脱出!!ハジケ・ロワイヤル（ボボパッチの助）

2006年
- 雀・三國無双（張遼）
- 真・三國無双4 Empires（張遼）
- SIMPLE2500シリーズ Portable!! Vol.2 THE テニス
- ペルソナ3（黒沢）
- ルーンファクトリー -新牧場物語-（エド）

2007年
- 真・三國無双5（張遼）
- スーパーロボット大戦OG ORIGINAL GENERATIONS（エイタ・ナダカ）
- スーパーロボット大戦OG外伝（エイタ・ナダカ）
- テイルズ オブ ファンダム Vol.2（レネゲード、マルクト兵）
- ドラゴンシャドウスペル（シズイ）
- VitaminX（祐次）
- ペルソナ3 フェス（黒沢）
- 無双OROCHI（張遼）

2008年
- ドラゴンボールDS（クマ男、ヒョウ男）
- drastic Killer
- 無双OROCHI 魔王再臨（張遼）

2009年
- 真・三國無双5 Empires（張遼）
- ソウルキャリバー Broken Destiny（オリジナルキャラクター）
- ペルソナ3 ポータブル（黒沢）
- 無双OROCHI Z（張遼）

2010年
- Another Century's Episode:R
- 仮面ライダー クライマックスヒーローズ オーズ（仮面ライダータイガ）
- ゴッドイーター / バースト（プレーヤーズボイス、一般神機使い、ブレンダン・バーデル） - 2作品
- 真・三國無双 MULTI RAID 2（張遼）
- ドラゴンボールDS2 突撃!レッドリボン軍（RR兵士B、RRヒョウ男、RRクマ男）

2011年
- 仮面ライダー クライマックスヒーローズ フォーゼ（仮面ライダータイガ、仮面ライダーV3）
- 真・三國無双6（張遼）
- 真・三國無双6 Special（張遼）
- 真・三國無双6 猛将伝（張遼）
- 真・三國無双 NEXT（張遼）
- 無双OROCHI 2（張遼）

2012年
- オール仮面ライダー ライダージェネレーション2（仮面ライダーV3）
- 仮面ライダー 超クライマックスヒーローズ（仮面ライダータイガ、仮面ライダーV3）
- 真・三國無双6 Empires（張遼）
- ペルソナ4 ジ・アルティメット イン マヨナカアリーナ（黒沢）
- 無双OROCHI2 Special（張遼）
- 無双OROCHI2 Hyper（張遼）
- ワンピース 海賊無双（海賊2、村人2）

2013年
- ゴッドイーター2（プレイヤーボイス）
- 真・三國無双7（張遼）
- 真・三國無双7 猛将伝（張遼）
- スーパーロボット大戦Operation Extend
- テイルズ オブ シンフォニア ユニゾナントパック（アビシオン）
- 無双OROCHI 2 Ultimate（張遼）

2014年
- 真・三國無双7 Empires（張遼）
- ペルソナ4 ジ・アルティマックス ウルトラスープレックスホールド（黒沢）

2016年
- オール仮面ライダー ライダーレボリューション（仮面ライダーV3）
- 仮面ライダー バトライド・ウォー創生（仮面ライダーV3）
- スーパーロボット大戦OG ムーン・デュエラーズ（エイタ・ナダカ）

2018年
- 真・三國無双8（張遼）
- 無双OROCHI 3（張遼）

2019年
- スーパーロボット大戦X-Ω（エイタ・ナダカ）

2021年
- 共闘ことばRPG コトダマン（ボボパッチの助）
- 真・三國無双8 Empires（張遼）

2024年
- ペルソナ3 リロード（黒沢巡査）

2025年
- 真・三國無双 ORIGINS（張遼）

### ドラマCD
- キノの旅
- テイルズ オブ エターニア（サグラ）
- トランスフォーマー キスぷれ（レギオン）
- ペルソナ3 ドラマCD Vol.5（黒沢巡査）
- ラブ・モンスター（灰谷忠雄）

### 特撮
2001年
- 未来戦隊タイムレンジャーVSゴーゴーファイブ（ブラスター・マドウの隣人シリングの声）

2006年
- 魔弾戦記リュウケンドー（ブラッディの声）

2009年
- 仮面ライダーディケイド オールライダー対しにがみ博士（仮面ライダーV3の声）
- 劇場版 仮面ライダーディケイド オールライダー対大ショッカー（V3の声）

2011年
- 仮面ライダー×仮面ライダー フォーゼ&オーズ MOVIE大戦MEGA MAX（仮面ライダーV3の声）

2012年
- 仮面ライダー×スーパー戦隊 スーパーヒーロー大戦（仮面ライダーV3の声、仮面ライダーBLACKの声 他）

2015年
- 仮面ライダーゴースト 一休眼魂争奪！とんち勝負（バトル）!!（僧兵眼魔（弟）の声）

2016年
- てれびくん超バトルDVD 仮面ライダーゴースト 一休入魂！めざめよ！オレのとんち力!!（僧兵眼魔（兄）の声）

### ナレーション
- きょうの料理（月末の「地元の味をいただきます」コーナー）

### その他コンテンツ
- トミカプラレールビデオ（ノゾミ隊員、田畑アナウンサー、ナーズ）
- 仮面ライダー×スーパー戦隊×宇宙刑事 スーパーヒーロー大戦Z 公開記念 仮面ライダーウィザード スペシャルイベントZ（ショッカー戦闘員の声）